# Spinola Palace w St. Julian’s
Spinola Palace (malt. Palazz ta' Spinola; wł. Palazzo Spinola), znany też jako Spinola House oraz Villa Spinola – pałac w St. Julian’s na Malcie. Został zbudowany w XVII wieku przez Fra Paolo Rafela Spinolę, rycerza Zakonu Maltańskiego, a powiększony w XVIII wieku. Przebudowa ta została zaprojektowana przez Romano Carapecchię, co uważane jest za jego majstersztyk, z eleganckim zegarem na szczycie, będącym unikalną cechą świeckiej architektury barokowej na Malcie.
Pałac był przekształcony w szpital wojskowy, służąc armii w latach 1860–1922, i znany był wówczas jako Forrest Hospital. Później służył kilku innym celom, w tym jako powojenne schronisko dla bezdomnych, przez krótki czas Muzeum Sztuki Nowoczesnej (Museum of Modern Art) oraz Ministerstwo Turystyki. Od drugiej połowy roku 2007 aż do dzisiaj, w budynku mieści się Sekretariat Zgromadzenia Parlamentarnego Regionu Morza Śródziemnego (PAM).  
Podczas budowy samego pałacu, postawiono też kilka budynków pomocniczych. Był to kościół, dwa hangary na łodzie, oraz belweder i budynki służące jako stajnie. Wszystkie przetrwały do dzisiaj, należąc teraz do różnych właścicieli, z pałacem należącym do rządu Malty. Oryginalnie budynek miał rozległe ogrody, w tym ogrody barokowe oraz winnice, jednakże zostały one zmniejszone do zamkniętego tylnego ogrodu oraz frontowego ogrodu publicznego.

## Historia
Pierwszy Spinola Palace zbudowany został w roku 1688 przez rycerza Fra Paolo Raffaela Spinolę, Wielkiego Przeora Lombardii. Bazując na łacińskiej inskrypcji, znajdującej się nad głównym wejściem, pałac i otaczające go ogrody zbudowane zostały "dla odpoczynku ludzi". Ponieważ budowla postawiona była na uboczu, okazjonalnie była wykorzystywana jako letnia rezydencja Wielkiego Mistrza, zwłaszcza dla celebracji Ta' Lapsi Feast, i była to tradycja, która trwała nieprzerwanie przez cały okres działalności Zakonu na wyspie, aż do jego stamtąd usunięcia.

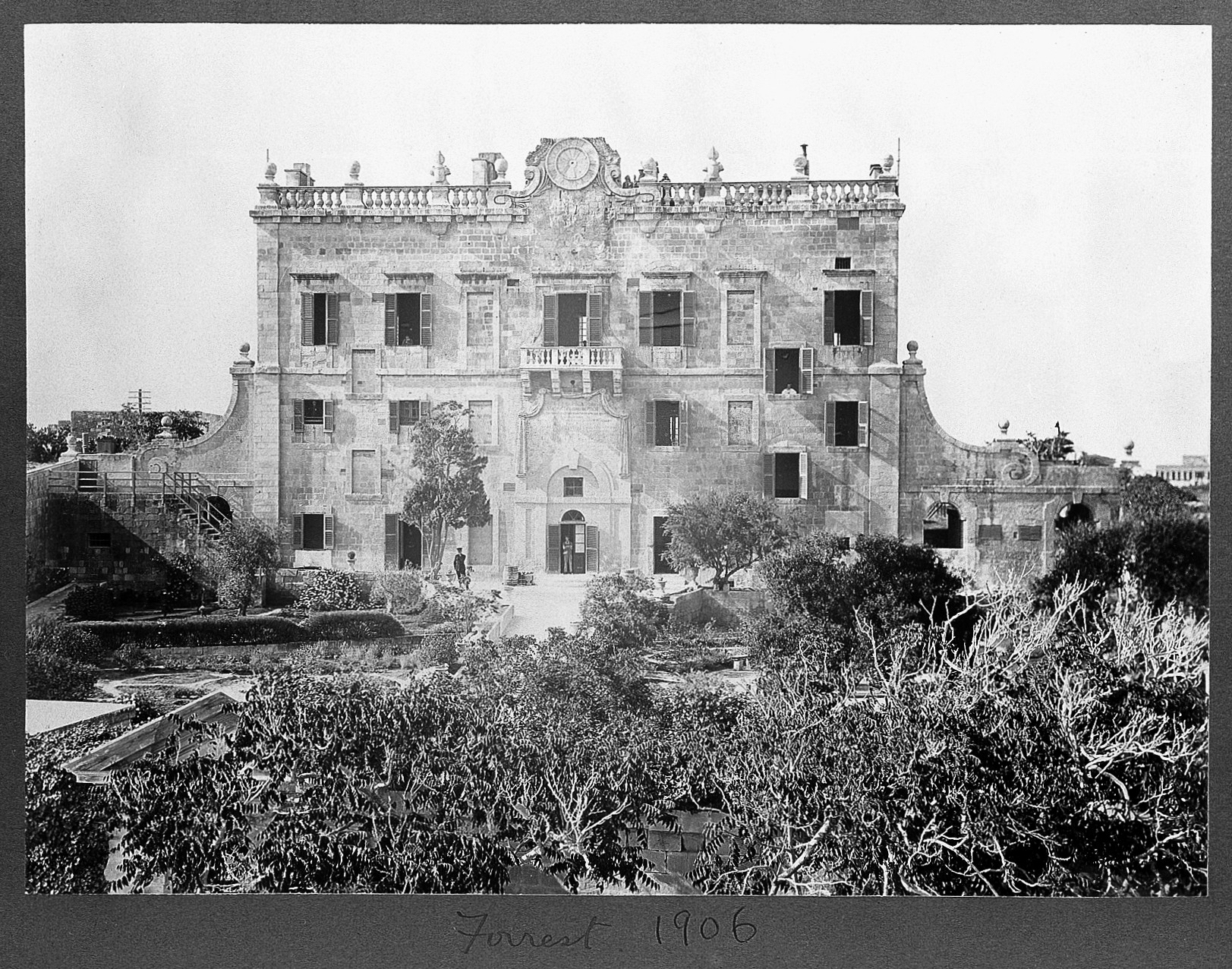
Spinola Palace w roku 1906, kiedy mieścił się w nim szpital

Następnie pałac przeszedł w ręce Fra Giovanniego Battisty Spinoli, bratanka pierwszego właściciela. W roku 1733 powiększył on i upiększył pałac; pracami tymi kierował architekt Romano Fortunato Carapecchia. W roku 1798, podczas francuskiej okupacji Malty, korona na szczycie zegara nad fasadą budynku została zniszczona, co symbolicznie oznaczało usunięcie Zakonu z Malty. Pałac został odbudowany w roku 1826, zakupiony został później przez Kościół.
W roku 1860 pałac został oddany w leasing armii brytyjskiej za kwotę £20 rocznie. Został wtedy zmodyfikowany i przekształcony w szpital wojskowy, i w październiku tego roku został oddany do użytku jako Forrest Hospital. Był również czasem nazywany Forrest House, od nazwiska dr Johna Forresta, który był w tym czasie głównym oficerem medycznym garnizonu. Służył on generalnie, lecz nie jedynie, żołnierzom cierpiącym na choroby weneryczne, i mieścił jednorazowo przynajmniej dwudziestu pacjentów. W normalnych warunkach mógł służyć 42 leżącym pacjentom, rozmieszczonym w dziewięciu oddziałach na różnych piętrach, jednak podczas sytuacji kryzysowych mógł przyjąć jednorazowo do 186 pacjentów. Po epidemii cholery w roku 1865, kiedy zmarło tutaj trzech pacjentów, raport sanitarny stwierdził, że budynek zbudowany nie w celach szpitalnych, oraz będący zabytkową rezydencją, nie nadaje się do użytkowania jako szpital. Od momentu inauguracji działalności szpitala do przynajmniej końca XIX wieku, budynek doznawał poważnych zniszczeń, spowodowanych złym systemem odpływowym oraz wentylacyjnym. Po roku 1900 ilość miejsc w szpitalu wzrosła, poprzez wykorzystanie namiotów postawionych w ogrodach. Udoskonalono system kanalizacji, który był gotowy w roku 1906. W czasie I wojny światowej pałac był ciągle używany jako szpital. Budynek zakończył swoją działalność jako szpital w sierpniu 1922 roku.
Pałac został wpisany na "Antiquities List of 1935". W latach 1940., w czasie II wojny światowej, był wykorzystywany jako schronisko dla ludzi, którzy stracili swoje domy w wyniku bombardowań lotniczych. Później pałac popadł w stan zaniedbania, zanim został przejęty przez rząd Malty w roku 1975. W latach 1984–1986 był odnawiany, kiedy to zaplanowano umieścić Museum of Modern Art (Muzeum Sztuki Nowoczesnej) na wyższych piętrach, lecz po otwarciu okazało się, że nie jest ono na tyle atrakcyjne, aby przyciągnąć odpowiednią liczbę odwiedzających. Przedstawiony jest na 4ċ znaczku pocztowym z roku 1991. W roku 1996 rozpoczęto przystosowanie budynku do użytkowania przez Ministerstwo Turystyki. Ministerstwo rozpoczęło tutaj swoją działalność 9 listopada 1998 roku, lecz 18 marca 2002 roku przeniosło się do Auberge d'Italie w Valletcie. Budynek został odnowiony raz jeszcze w latach 2006–2007, a w roku 2012 zrekonstruowana została korona na zegarze, zniszczona w roku 1798. Odnawianie budynku przebiegało w kilku fazach, z ostatnią w roku 2013.
Pod koniec roku 2006 Malta wyraziła zainteresowanie goszczeniem Sekretariatu Zgromadzenia Parlamentarnego Regionu Morza Śródziemnego. W związku z tym główne pomieszczenia pałacu zostały przystosowane do potrzeb parlamentarnych. Nowa siedziba została przekazana i zainaugurowana przez premiera Malty Edwarda Fenech Adamiego 22 listopada 2007 roku. W nocy 12/13 marca 2009 roku nieznani sprawcy wtargnęli nielegalnie do budynku, czyniąc zniszczenia i kradnąc wiele sprzętu używanego przez PAM. Odnowiona umowa użytkowania posiadłości podpisana została 10 grudnia 2014 roku przez Ministra Spraw Zagranicznych George'a Williama Vellę oraz prezydenta Zgromadzenia Parlamentarnego Francesca Amoruso w Palazzo Parisio w Valletcie.
Budynek pałacu nie jest otwarty dla ogółu, poza podziemiami, które mieszczą restaurację L-Għonnella. Pałac był dobrze znany z dużych ilości wina, zgromadzonych w jego piwnicach w czasach Zakonu św. Jana.

## Architektura

### Pałac
Palazzo jest dużym barokowym budynkiem z trzema kondygnacjami. Na oryginalnej fasadzie (dziś elewacja tylna, od strony Spinola Bay) znajduje się duży rzeźbiony zegar z koroną na szczycie. Według Giovanniego Bonnelo był to pierwszy budynek na Malcie z zegarem jako centralnym elementem, i jedyny świecki. Fasada jest zasadniczo oświetlona w nocy. Pałac jest uznawany za majstersztyk maltańskiej architektury.
Budowla stoi na wzgórzu z rozległym widokiem, który malał w miarę upływu lat. Pierwotnie górowała ona nad zatoką Spinola (ang. Spinola Bay), której dała swą nazwę. W XX wieku zaczęto zabudowywać teren otaczający posiadłość, i dziś pałac jest ledwo widoczny z zatoki, będąc otoczony apartamentowcami i innymi nowoczesnymi budynkami. Spinola Bay, dawniej znana jako St. Julian's Bay, jest dziś słynna z racji wielu pierwszorzędnych restauracji.

### Ogrody

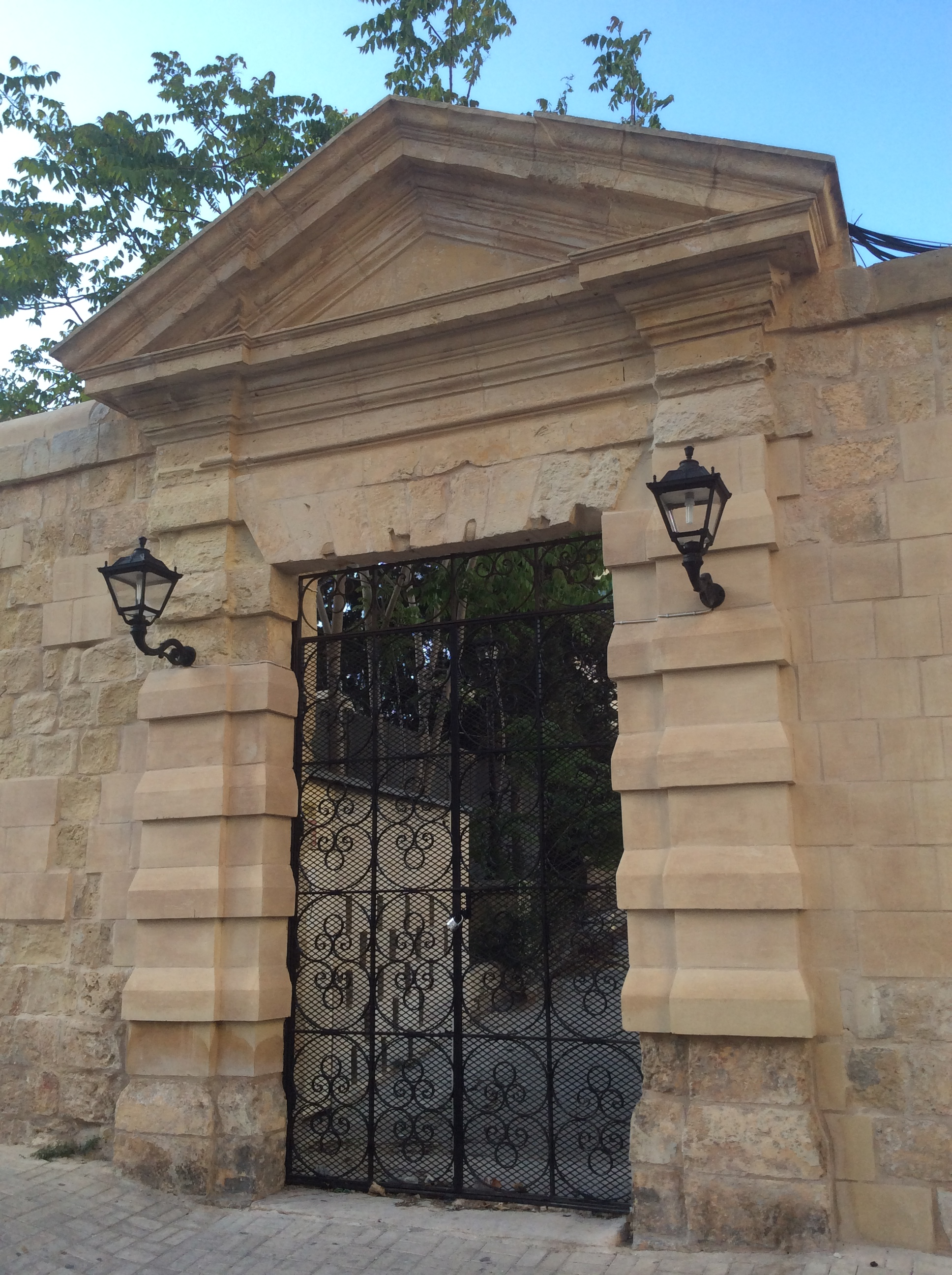
Brama do pałacowych ogrodów od strony Spinola Bay

Pałac pierwotnie otoczony był rozległymi ogrodami, dostępnymi dla publicznej rozrywki, lecz dziś pozostało z nich niewiele. Zlikwidowaną część ogrodów pokrywały winnice. W tej chwili pozostały jedynie dwa fragmenty ogrodu. Część ogrodu przed dzisiejszym frontem (oryginalnie tyłem) budynku jest otwarta dla publiczności. W latach 2006–2007 został on upiększony przez Tumas Group. Podczas tej renowacji zachowany został jego barokowy charakter, lecz dodano również akcent nowoczesny. Obowiązuje tam całkowity zakaz spożywania alkoholu. Część ogrodu od strony zatoki, kiedyś przed fasadą budynku z zegarem i koroną, dziś znajduje się na jego tyłach. Jest to teren prywatny i nie jest dostępny dla ogółu. Otacza go wysoki mur. Ogrody noszą nazwę Spinola Gardens.

### Kościół

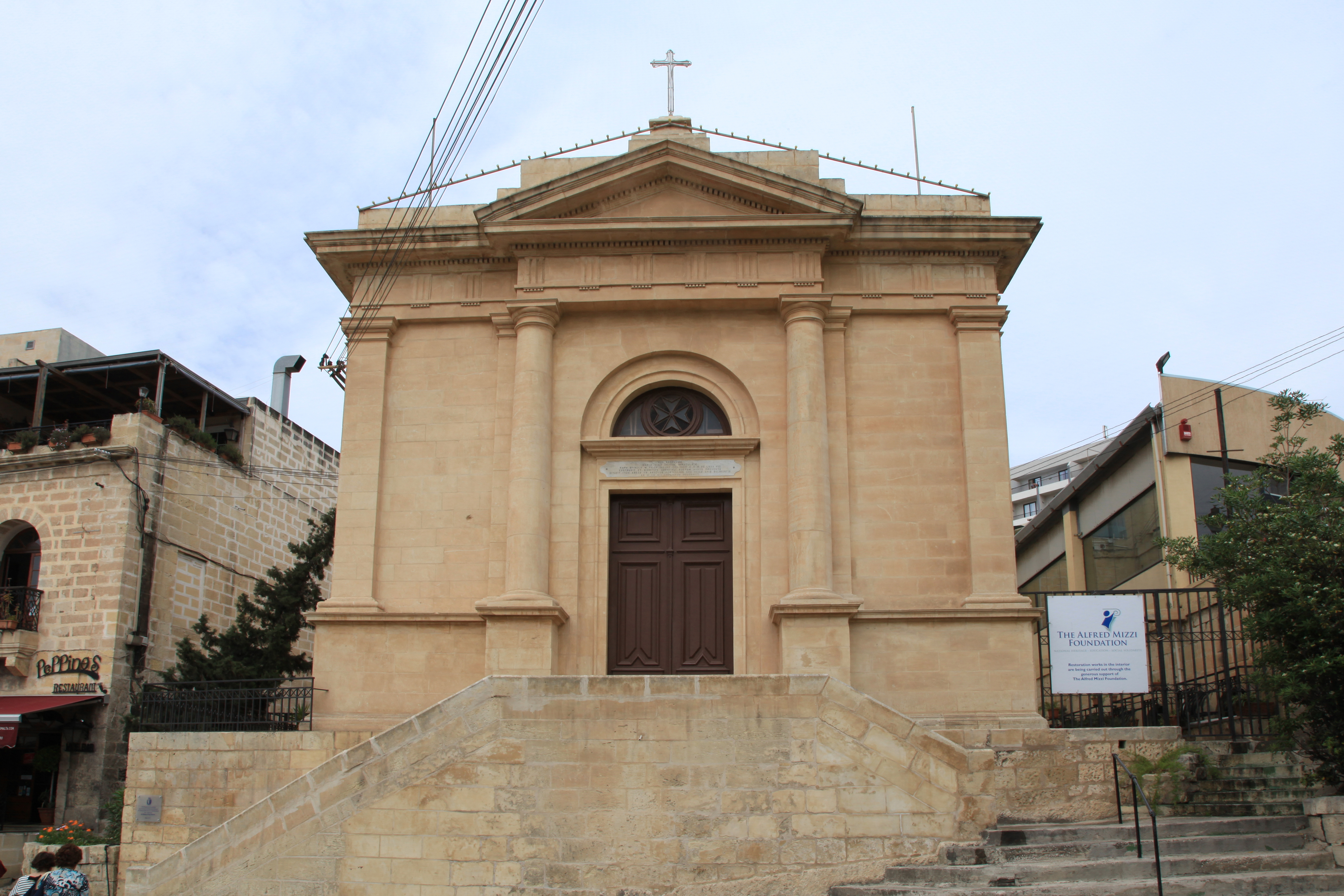
Kościół Niepokalanego Poczęcia NMP

Kiedy Fra Paolo Rafel Spinola zbudował pałac, również w pobliżu zbudował kościół. Kamień węgielny kościoła położony został 16 czerwca 1687 roku, zaś jego konsekracja nastąpiła 10 września 1688 roku. W roku 1914 świątynia została powiększona oraz przebudowano fasadę. Kościół wpisany jest na listę National Inventory of the Cultural Property of the Maltese Islands.

### Hangary na łodzie
Gdy zbudowano pałac, na skalistym brzegu Spinola Bay postawiono też dwa hangary na łodzie. Były to raczej proste konstrukcje, miały dwa wejścia w kształcie łuku, wiodące do obszernego otwartego wnętrza. W budowlach tych mieszczą się teraz restauracje, San Giuliano po lewej oraz Raffael po prawej stronie. Oba lokale zarządzane są przez San Giuliano Catering Ltd.

### Belweder i stajnie
Odcięty od pierwotnych ogrodów pałacu przez ruchliwą ulicę i współczesną zabudowę, stoi Spinola Belvedere (35°55′12,9″N 14°29′22,5″E/35,920250 14,489583). Belweder jest dziś w trakcie odnawiania. W budynku tym mieścił się pierwszy teatr na Malcie, gdzie opat wystawiał przedstawienia dla mieszkańców wioski.
W pobliżu kościoła stoi budynek stajni pałacowych (35°55′12,55″N 14°29′24,35″E/35,920153 14,490097), odnowiony w latach 90. XX wieku; mieściła się tam wtedy Sardinella Restaurant, a od roku 1993 zajmuje go restauracja Pizza Hut, pierwsza otwarta na Malcie. Następna odnowa przeprowadzona została w roku 2006, kiedy restauracja otrzymała mieszany, retro i nowoczesny, wystrój. W roku 2013 Pizza Hut świętowała w tym budynku swoje 20-lecie na Malcie.

## Literatura
- Paul Cassar: Medical History of Malta. London: Wellcome Historical Medical Library, 1965. OCLC 2649845. (ang.).
- Juliet Rix: Malta and Gozo. Bradt Travel Guides, 2010. ISBN 978-1-84162-312-2. (ang.).